# Basse Meuse et Meuse mitoyenne
Basse Meuse et Meuse mitoyenne este o arie protejată (arie specială de conservare — SAC, sit de importanță comunitară — SCI, arie de protecție specială avifaunistică — SPA) din Belgia întinsă pe o suprafață de 221,88 ha, integral pe uscat.

## Localizare
Centrul sitului Basse Meuse et Meuse mitoyenne este situat la coordonatele 50°43′26″N 5°41′26″E / 50.723977°N 5.690618°E.

## Înființare
Situl Basse Meuse et Meuse mitoyenne a fost declarat arie de protecție specială avifaunistică în aprilie 2016 pentru a proteja 22 de specii de animale. Alte tipuri de protecție:
- sit de importanță comunitară (în octombrie 2002)
- arie specială de conservare (în aprilie 2016)[1][3][4]

## Biodiversitate
Situată în ecoregiunea continentală, aria protejată conține 9 habitate naturale: Lacuri eutrofice naturale cu vegetație de tip Magnopotamion sau Hydrocharition, Cursuri de apă de la nivel de câmpie la nivel montan, cu vegetație Ranunculion fluitantis și Callitricho-Batrachion, Liziere de ierburi înalte hidrofile de câmpie și de nivel montan până la alpin, Fânețe de joasă altitudine (Alopecurus pratensis, Sanguisorba officinalis), Păduri de fag Luzulo-Fagetum, Păduri de fag Asperulo-Fagetum, Păduri de stejar sau de stejar și carpen sub-atlantice și medio-europene de Carpinion betuli, Păduri aluvionare cu Alnus glutinosa și Fraxinus excelsior (Alno-Padion, Alnion incanae, Salicion albae), Păduri mixte riverane de Quercus robur, Ulmus laevis și Ulmus minor, Fraxinus excelsior sau Fraxinus angustifolia, de-a lungul marilor râuri (Ulmenion minoris).
La baza desemnării sitului se află mai multe specii protejate:
- păsări (12): pescăruș albastru (Alcedo atthis), rață pitică (Anas crecca), rață cârâitoare (Anas querquedula), chirighiță neagră (Chlidonias niger), erete vânăt (Circus cyaneus), ciocănitoarea de stejar (Dendrocopos medius), egretă albă (Egretta alba), becațină comună (Gallinago gallinago), ferestraș mic (Mergus albellus), vultur pescar (Pandion haliaetus), viespar (Pernis apivorus), fluierar de mlaștină (Tringa glareola)
- amfibieni (2): Bufo calamita, broască roșie de munte (Rana temporaria)
- mamifere (3): vidră de râu (Lutra lutra), liliac de iaz (Myotis dasycneme), liliac cărămiziu (Myotis emarginatus)
- nevertebrate (1): rădașcă (Lucanus cervus)
- pești (4): mreană (Barbus barbus), zglăvoacă (Cottus gobio), Rhodeus sericeus, somonul (Salmo salar)

Pe lângă speciile protejate, pe teritoriul sitului au mai fost identificate 7 specii de plante, 4 specii de amfibieni, 6 specii de mamifere, 1 specie de nevertebrate, 1 specie de reptile.